# アライアンス・フォーラム財団
一般財団法人アライアンス・フォーラム財団（Alliance Forum Foundation）は、『技術を使って世界をかえる』をビジョンに新たな基幹産業の創出、新たな経営哲学として現在の資本主義に代わる「公益資本主義」の議論と提唱、途上国支援などの活動を行う主旨で設立された法人。代表理事はデフタ・パートナーズCEOの原丈人。

## 概要
『技術を使って世界を変える』をビジョンに日本が次の基幹産業を支える技術の担い手として先進国の中で必要とされ、さらに、その技術をもって、世界の発展途上国の貧困問題の解決のリーダーになることをめざし様々な活動を行っている。現在財団には「人材育成部門」、「公益資本主義部門」、「途上国支援部門」などが存在する。
創設
カリフォルニア州において創設された米国内国歳入法第501条C項3号の規定に基づき、1985年にサンフランシスコで公益法人格で設立し、米国法人は非政府組織として国連経済社会理事会特別諮問資格を有するとしているが、ブルームバーグによれば設立は1994年7月28日であり従業員はいない。また、ホームページ内の「フォーラム・セミナー」のページに英語版はなく米国での活動歴は不明となっている。米国法人の住所は原が1985年に創業したというデフタ・パートナーズと同じである。

## 所在地・役員

### 米国オフィス
Alliance Forum Foundation（米国法人）
住所
111 Pine Street Suite 1410 San Francisco, CA 94111
理事
原丈人（代表理事）、佐々⽊浩⼆、鳥井信吾、渡辺恭子
カウンシル ・メンバー
安西祐一郎、安藤宏基、伊藤雅俊、岩男壽美子、神永晉、菅正広、黒川清、黒田章裕、小林喜光、小宮山宏、佐々木浩二、島田精一、竹中統一、布施勉、松浦功、三田村秀人、モンテ・カセム、柳井俊二、山田邦雄

### 東京オフィス
一般財団法人アライアンス・フォーラム財団
住所
〒220-0011 神奈川県横浜市西区高島1-1-2 横浜三井ビルディング15階
理事
原丈人(代表理事)、鳥井信吾、三田村秀人、丹治幹雄、吉澤誠治
評議員
上村達男、岡素之、神永晉、加留部淳、熊平美⾹、原健⼈、降簱洋平、⼭⽥邦雄、吉村貴典
特別顧問
柳井俊二
監事
佐々木浩二、松田均

## 事業

### 公益資本主義部門
「公益資本主義」とは『会社は株主のもの』という短期的な株主利益を最優先するアメリカ型の企業経営および中国型の国家資本主義の問題点を解決する新たな経営哲学、ポスト資本主義理念の理論構築を目指す。

### 途上国支援部門
新しいテクノロジーを使って発展途上国の貧困を解決するという事をテーマに活動を展開する。従来のように物資を提供するだけでなく、途上国において、経済的に自立可能な事業としてのプロジェクトを民間で立ち上げ貧困問題の根本を解決するという日本発の新しい途上国支援のあり方を提案する。
現在進行中のプロジェクト
- bracNet プロジェクト

バングラデシュにおける途上国支援。現地NGO団体と協働で事業を立ち上げ、貧困問題を解決する活動を行っている。
- マイクロファイナンス・プロジェクト

貧困層の生活を大幅に改善させる可能性を秘めている、マイクロファイナンス分野での専門家を養成する目的 のために、マイクロファイナンスの先駆的な国バングラデシュにおいて、BRAC大学と共同プロジェクト。
- スピルリナ・プロジェクト

途上国における飢餓・栄養不良問題を、たんぱく質豊富な微細藻「スピルリナ」を使って解決を図るプロジェクト。

## 沿革
- 1985年 カリフォルニア州サンフランシスコにて設立
- 2001年
  - ワールド・アライアンス・ フォーラム開催
  - 第1回 IT淡路会議開催
- 2007年
  - 東京オフィス設立
  - Alliance Forum development Programme (AFDP) 始動
- 2008年
  - Nutrition Project 始動
  - グローバル人材育成プロジェクト始動
- 2009年
  - 第1回AFDP ザンビア派遣
  - 第1回マイクロファイナンスプロジェト
- 2010年
  - ビジネス視察団 バングラデシュ派遣
  - 教育プロジェクト始動
- 2011年
  - バングラデシュオフィス創設
  - ザンビアオフィス創設
  - 東京大学、京都大学との共同研究開始
  - 東京オフィスが一般財団法人格を取得
- 2012年
  - 第3回 AFDP ザンビア、ジンバブエ派遣
  - 太平洋諸国 Leader and CEOs サミット開催
  - World Alliance forum in Tokyo 開催
  - 第7回 マイクロファイナンス専門家育成会
  - 第12回 IT淡路会議開催